# Joshua John
Joshua John (Alkmaar, 1988. október 1. –) arubai származású holland labdarúgó, jelenleg a Bursaspor játékosa.

## Pályafutása
Joshua John pályafutása kezdeti éveit a SV Koedijk, az Ajax , az RKC Waalwijk és a Sparta Rotterdam csapatainál töltötte, majd utóbbi klub színeiben mutatkozott be a holland első osztályban a 2007-08 szezonban egy FC Groningen elleni bajnokin, mikor 2007 szeptemberében becserélték Sjaak Polak helyére. 2012. augusztus 11-én négy gólt szerzett a Silkeborg IF ellen 6-1-re megnyert dán bajnokin az FC Nordsjælland színeiben, ahol akkor kölcsönben játszott. December 5-én ő is pályára lépett a Chelsea FC elleni Bajnokok Ligája csoportmérkőzésen a Stamford Bridgen, csapata 6-1-es vereséget szenvedett.
2013. szeptember 2-án végleg szerződtette őt a Nordsjælland, három és fél éves szerződést írt alá dánokkal.
2014. április 29-én felvetődött, hogy arubiai származása révén a jövőben az ottani válogatottban szerepeljen. 2016 nyarán a török Bursasporhoz igazolt. 2018. szeptember 9-én bemutatkozott Aruba nemzeti színeiben Bermuda ellen.